# 塙山キャバレー
塙山キャバレー（はなやまキャバレー）は、茨城県日立市金沢町1丁目1-10にある飲食店街である。

## 概要
日立市の国道6号沿いに青いトタンに覆われたバラック作りの飲食店がはこがまえのような形に並んでいる。なお、キャバレーと称しているが、営業している店はキャバレーではなく居酒屋やスナックのような営業形態の店舗である。
いつから存在するのか明確な資料は存在しないが、1960年頃に何もない野原にあった1軒のバラックから始まったとされる。東日本大震災の頃には24軒の小さな飲食店が密集していた。基礎の打たれていない地面の上に乗っているだけの建物だったこともあり東日本大震災の被害はなかったものの、2014年（平成26年）1月に中央部にあったラーメン店より発生した火災によって中央部にあった5軒が焼失した。しかし、2021年（令和3年）に新たに始まった店もあるなど、現在でも15軒ほどの小規模飲食店が営業を続けている。ちなみに、基礎を打っていない地面の上に乗っかっているだけの建物は、現代（2025年現在）の耐震基準に照らし合わせると、厳密には建築基準法に適合しない違法建築となる。

## 塙山飲食店組合所属店舗
| 営業店舗名   | 営業時間       | 定休日         | 備考             |
| ------------ | -------------- | -------------- | ---------------- |
| 梨里         | 17：00～0：00  | 不定休         |                  |
| みき         | 18：00～0：00  | 日曜           |                  |
| わいわい     | 17：00～0：00  |                |                  |
| 蘭           | 17：00～0：00  |                |                  |
| ゆみ         | 16：00～0：00  | 基本無休       |                  |
| ラブ         | 16：00～22：00 | 不定休         |                  |
| なおちゃん   |                |                | 令和7年4月 開店  |
| 京子         | 17：00～23：00 |                |                  |
| みんと       |                | 月・火・水・木 |                  |
| 塙山女子大学 |                |                | 令和7年2月 開店  |
| めぐみ       | 15：00～2：00  | 基本無休       |                  |
| ふじ         | 18：00～2：00  |                |                  |
| 酔った       |                | 現在空き店舗   | 令和6年12月 閉店 |

令和7年3月現在11店舗が営業中